# 諾馬鎮區 (北達科他州巴恩斯縣)
諾馬鎮區（英語：Norma Township）是位於美國北達科他州巴恩斯縣的一個鎮區。

## 地方資料
諾馬鎮區的面積為93.15平方千米，當中陸地面積為92.39平方千米，而水域面積為0.76平方千米。根據2010年美國人口普查的數據，當地共有人口36人，而人口密度為每平方千米0.39人。